# I Need to Know
"I Need to Know" é uma canção gravada pelo cantor estadunidense Marc Anthony e incluída em seu álbum epônimo, lançado em 1999. Composta e produzida por Anthony e Cory Rooney, a canção foi lançada como single principal do álbum Marc Anthony em 15 de agosto do mesmo ano. Notabilizou-se pela mescla de variados estilos musicais, incluindo R&B e pop latino; os instrumentos vão desde violino e piano a timbales e congas. Posteriormente, o cantor gravou uma versão em espanhol intitulada "Dímelo".
Logo após seu lançamento, "I Need to Know" recebeu críticas positivas, sendo elogiada pela produção competente e a escolha dos gêneros musicais nela presentes. Em 2000, foi indicada ao Prêmio Grammy de Melhor Performance Vocal Pop Masculina, enquanto sua versão em espanhol venceu o Grammy Latino de Canção do Ano no mesmo ano. Ambas as versões foram premiadas pela ASCAP. A canção emplacou em quinto lugar no Canadá e nos Estados Unidos, sendo certificada em ouro na Austrália.
Em 2007, Blake Lewis performou "I Need to Know" em uma rodada latina da sexta temporada de American Idol. Sua performance, elogiada pelos jurados e considerado por Simon Cowell a melhor apresentação da noite, rendeu uma versão em estúdio no EP Blake Lewis e emplacou em 16º lugar na Billboard Bubbling Under Hot 100 Singles.

## Antecedentes
Em 1996, surgiram rumores de que Marc Anthony estaria trabalhando em um novo álbum de inéditas, quando Ralph Mercado - executivo da RMM Records - anunciou uma joint venture com a MCA Records. O próprio Anthony, no entanto, havia afirmado que só retornaria gravações em inglês quando estivesse melhor preparado. Após o lançamento de seu terceiro álbum, Contra la Corriente, em 1997, surgiram disputas comerciais entre Anthony e Mercado, já que o primeiro levantou suspeitas de não estar recebendo o pagamento devido por direitos autorais. Mercado, por outro lado, não permitiu que Anthony deixasse a gravadora por questões firmadas em contrato, que também exigia que o cantor produzisse mais quatro álbuns pelo selo.
Neste mesmo período, Tommy Mottola, executivo da Columbia Records, sondou Anthony para um possível contrato com a empresa para produção de um álbum em inglês. Entretanto, o cantor estava impedido por suas obrigações contratuais com a RMM Records, que o proibiam de performar em espanhol para qualquer outra gravadora. Após ação movida contra Mercado, Anthony concordou em ceder-lhe seus direitos sobre os álbuns anteriores em troca de poder rescindir o contrato com a RMM.
Em seguida, Anthony assinou contrato com a Columbia Records e passou a trabalhar com Cory Rooney, Rodney Jenkins e Walter Afanasieff para produção de seu novo álbum, que incluiria canções também em inglês. Anthony descreveu o álbum como "o mais particular" de toda sua carreira e refutou a ideia de realizar um crossover de canções em inglês, como vinha sendo bem explorado no mercado latino à época. A produção, no entanto, buscou seguir um caminho distante ao de When the Night is Over, lançado em 1991. "I Need to Know" viria a ser lançado em 15 de agosto de 1999 como single principal do álbum Marc Anthony.

## Letra e música
"I Need to Know" foi composta e produzida por Anthony e Rooney. A canção trata sobre um homem que deseja a atenção de uma mulher e pensa em como ela o vê. A faixa é abertura por um som sintetizado de violino e algumas notas de piano, imediatamente seguidas pela levada em mid-tempo. A canção é caracterizada pela fusão entre R&B contemporâneo e instrumentação de salsa (timbales, congas e trompetes). "I Need to Know" recebeu uma versão em espanhol por Angie Chirino e Robert Blades intitulada "Dímelo".

## Faixas
Versão Promocional
1. "I Need to Know" (single)	- 3:31
2. "I Need to Know" (versão em álbum) - 3:50

Versão EUA
1. "I Need to Know" - 3:47
2. "Dímelo" - 3:48

Versão Reino Unido
1. "I Need to Know" (Radio Edit)	- 3:17
2. "I Need to Know" (Joey Musaphia 7" Radio Edit) - 3:50
3. "I Need to Know" (Amen Club Mix) - 6:36

## Desempenho comercial
| Parada musical (1999)               | Melhor posição |
| ----------------------------------- | -------------- |
| Alemanha - Media Control Charts     | 15             |
| Canadá - RPM                        | 5              |
| Estados Unidos - Billboard Hot 100  | 3              |
| Estados Unidos - Dance Club Songs   | 12             |
| Estados Unidos - Mainstream Top 40  | 5              |
| Estados Unidos - Hot Latin Songs    | 1              |
| Finlândia - Suomen virallinen lista | 8              |
| Nova Zelândia - Recorded Music NZ   | 20             |
| Reino Unido - UK Singles Chart      | 28             |
| Suécia - Sverigetopplistan          | 19             |
| Parada musical (2000)               | Melhor posição |
| Austrália - ARIA Charts             | 20             |
| Áustria - Ö3 Austria Top 40         | 16             |
| Suíça - Schweizer Hitparade         | 16             |

| País                  | Certificação | Vendas   |
| --------------------- | ------------ | -------- |
| Austrália (ARIA)      | Ouro         | 35 000+  |
| Estados Unidos (RIAA) | Ouro         | 600 000+ |

## Créditos
- Marc Anthony – co-produção, composição, vocais
- Cory Rooney – co-produção, composição, teclado
- Tony Maserati - mixagem
- Lyndell Fraser - engenharia de som
- David Swope - engenharia de som
- Bobby Allende - percussão
- Angie Chirino – composição (versão "Dímelo")
- Roberto Blades – composição (versão "Dímelo")

## Versão de Blake Lewis
Na sexta temporada de American Idol, Blake Lewis performou uma versão de "I Need to Know" no episódio exibido em 10 de abril de 2007, focado em música latina. A cantora Jennifer Lopez, então esposa de Marc Anthony, figurava entre os jurados desta edição do programa televisivo. A performance de Lewis foi elogiada pelos jurados (Paula Abdul, Simon Cowell e Randy Jackson), mas recebeu críticas mistas de especialistas. Joey Guerra, do Today, considerou a escolha de Lewis "muito sábia" e afirmou que isto o fez parecer "um verdadeiro artista". Craig Herman escreveu uma crítica positiva sobre a performance para o Houston Chronicle, destacando o esforço vocal de Lewis ao performar a canção. Por outro lado, Michael Slezak, escrevendo pela Entertainment Weekly, questionou os elogios dos jurados, mas afirmou que a performance pareceu muito com a versão original.
Lewis incluiu uma versão em estúdio no seu EP homônimo lançado em 2007. A canção emplacou em 19º lugar na Billboard Hot 100 Singles.